# Calamus pseudofeanus
Calamus pseudofeanus là loài thực vật có hoa thuộc họ Arecaceae. Loài này được S.K.Basu mô tả khoa học đầu tiên năm 1989.